# Élections législatives nord-chypriotes de 2018
Les élections législatives nord-chypriotes de 2018 se déroulent le 7 janvier 2018 afin de renouveler pour cinq ans les membres de l'Assemblée de la République de Chypre du Nord. 
Le scrutin voit arriver en tête le Parti de l'unité nationale, qui devient le premier parti à la chambre avec 21 sièges. Il échoue cependant a rallier le soutien d'un autre parti en vue de former un gouvernement de coalition, et se voit forcé de passer la main des négociations le 24 janvier. Le Parti républicain, arrivé deuxième, conserve ainsi la direction du gouvernement en formant une coalition quadripartite avec le Parti populaire, le Parti de la démocratie socialiste et le Parti démocrate. Le dirigeant du parti républicain, Tufan Erhürman, devient Premier ministre.

## Système électoral
L'Assemblée de la République est un parlement monocaméral composé de 50 sièges pourvus pour cinq ans au scrutin proportionnel plurinominal de liste dans six circonscriptions électorales correspondants aux districts de Chypre du Nord : Lefkoşa, Gazimağusa, Girne, Güzelyurt, İskele et Lefke. Seules les listes ayant dépassé le seuil électoral de 5 % des suffrages exprimés au niveau national peuvent se voir attribuer des sièges. 
Les électeurs peuvent voter de deux manières différentes. Ils peuvent en effet voter pour la liste d'un parti, ce qui revient à voter pour chaque candidat présenté par le parti dans le district, avec la possibilité d'effectuer un vote préférentiel pour l'un des candidats de la liste afin de faire monter sa place dans celle ci.
Sinon, les électeurs peuvent ne pas choisir un parti et effectuer à la place un panachage en votant pour des candidats de différents partis. Dans ce type de vote mixte, les électeurs ne peuvent pas choisir plus de candidats que le nombre de sièges à pourvoir dans le district.

## Résultats
Chaque électeur étant doté de plusieurs voix, le total de ces dernières est largement supérieur au total des votants.
|                          |                                   |           |       |        |               |  |  |  |  |
| Parti                    | Parti                             | Voix      | %     | Sièges | +/–           |  |  |  |  |
|                          | Parti de l'unité nationale        | 1 920 517 | 35,61 | 21     | 7             |  |  |  |  |
|                          | Parti républicain turc            | 1 129 938 | 20,95 | 12     | 9             |  |  |  |  |
|                          | Parti populaire                   | 920 490   | 17,07 | 9      | Nv            |  |  |  |  |
|                          | Parti de la démocratie socialiste | 466 369   | 8,65  | 3      | en stagnation |  |  |  |  |
|                          | Parti démocrate                   | 421 792   | 7,82  | 3      | 9             |  |  |  |  |
|                          | Parti de la renaissance           | 376 826   | 6,99  | 2      | Nv            |  |  |  |  |
|                          | Alliance pour le renouveau        | 143 863   | 2,67  | 0      | en stagnation |  |  |  |  |
|                          | Parti démocrate nationaliste      | 7 099     | 0,13  | 0      | Nv            |  |  |  |  |
|                          | Indépendants                      | 6 955     | 0,13  | 0      | en stagnation |  |  |  |  |
| Total des voix           | Total des voix                    | 5 393 849 | 100   |        |               |  |  |  |  |
|                          |                                   |           |       |        |               |  |  |  |  |
| Votes valides            | Votes valides                     | 112 004   | 88,89 |        |               |  |  |  |  |
| Votes blancs et nuls     | Votes blancs et nuls              | 14 036    | 11,14 |        |               |  |  |  |  |
| Total                    | Total                             | 126 040   | 100   | 50     | en stagnation |  |  |  |  |
| Abstentions              | Abstentions                       | 64 513    | 33,86 |        |               |  |  |  |  |
| Inscrits / participation | Inscrits / participation          | 190 553   | 66,14 |        |               |  |  |  |  |

## Conséquences
Avec une majorité absolue de 26 sièges, aucun parti ne se trouve en mesure de former un gouvernement seul. Le Parti de l'unité nationale étant arrivé en tête, son chef Hüseyin Ozgürgün est nommé par le président pour entreprendre des négociations devant mener à la formation d'une coalition. Celles-ci se révèlent cependant infructueuse. Le 24 janvier, c'est à Tufan Erhürman, chef du Parti républicain turc, le second parti à la chambre, d'entamer des négociations. Il parvient à former une coalition quadripartite avec le tout récent Parti populaire, le Parti de la démocratie socialiste et le Parti démocrate, et devient le 2 février Premier ministre de Chypre du Nord.